# Our Blooming Youth
Our Blooming Youth  (en hangul, 청춘월담; romanización revisada del coreano: Cheongchunwoldam) es una serie de televisión surcoreana dirigida por So Jae-hyun y Lee Jong-jae, y protagonizada por Park Hyung-sik y Jeon So-nee. Se emitirá por el canal tvN desde el 6 de febrero hasta el 11 de abril de 2023, los lunes y martes a las 20:50 (hora local coreana).

## Sinopsis
Los protagonistas son una joven genio acusada de un asesinato familiar de la noche a la mañana, y el príncipe heredero que está bajo una misteriosa maldición.

## Reparto

### Principal
- Park Hyung-sik como Lee Hwan, un príncipe heredero solitario que guarda el secreto de una misteriosa maldición.[1][2]
- Jeon So-nee como Min Jae-yi, una joven genio que busca la verdad mientras la incriminan por el asesinato de un pariente.[1][2]
- Pyo Ye-jin como Ga-ram, la única amiga de Min Jae-yi, y la doncella más atrevida de las ocho provincias de Joseon.[2][3]
- Yoon Jong-seok como Han Seong-on, amigo de Lee Hwan y prometido de Min Jae-yi.[2]
- Lee Tae-sun como Kim Myung-jin, un gran estudioso y la mejor persona en Joseon.[2]

### Secundario

#### Allegados a Kim Myung-jin
- Son Byung-ho como Kim An-jik, un funcionario del gobierno y jefe militar que está firmemente del lado del príncipe heredero en el palacio.[3][4][5]
- Kim Ki-doo como Man-dok, el esposo de Bok-soon, dueño de una taberna; su mujer y él son conocidos por su hospitalidad y generosidad.[6][7]
- Lee Min-ji como Bok-soon, la esposa de Man-dok.[6][8]
- Park Hyo-jun como Sam-chil, el dueño de un edificio que alquila Manyeondang a Myung-jin.
- Jung In-gyeom como el monje Mujin, maestro de Myung-jin.[9]

#### Gente del palacio
- Heo Won-seo como Tae-gang, un guerrero de escolta que siempre sigue a Lee Hwan como una sombra.[10]
- Choi Dae-chul como So, eunuco del príncipe heredero con el título de quinto rango senior.
- Park Won-ho como Cha, eunuco del príncipe heredero.
- Oh Hee-joon como Kim, eunuco del príncipe heredero.

#### Palacio real
- Lee Jong-hyuk como el Rey de Joseon y padre de Lee Hwan.[3]
- Hong Soo-hyun como la consorte real Gye-bi.[3][11]
- Jung Woong-in como el consejero de Estado Cho Won-bo, el jefe del lado materno.[3]
- Jung Da-eun como la princesa Ha-yeon, la hija del rey y hermana menor de Lee Hwan.[12][13]
- Im Han-bin como el gran príncipe Myeongan, hermano menor de Lee Hwan.[14]

#### Otros
- Cha Yong-hak como el príncipe heredero Uihyeon, que murió tres años atrás.
- Seo Tae-hwa como Min Ho-seung, el padre fallecido de Min Jae-yi.[15]
- Yoon Da-in como Chimbang Nine.[16][17]
- Jo Jae-ryong como Cho Won-oh, primo de Cho Won-bo, que es juez.[18]
- Jo Sung-ha como Han Jung-eon, el jefe del lado izquierdo y de la familia Yeongsan Han.[3]
- Son Kwang-eup.[19]
- Yoon Ye-hee como Kwon Sang-gung, la asistente más cercana a Hong Soo-hyun.[20]
- Kim Tae-hyang como Yoon Seung-beom, un mayordomo leal de la familia Han y fiel confidente de Han Seong-on.[21]
- Yoon Ye-hee como la dama de la Corte Interna (Naemyeongbu) Kwon Deok-sim.[22]
- Son Kwang-eup como oficial de la corte.[23]
- Park Seon-woo como Cho Eung-yoon.[24]
- Yoon Da-in como una ayudante de la reina.[25][26]

### Apariciones especiales
- Kim Woo-seok como Sim-yeong.[27]
- Jang Yeo-bin como la hija de la familia de Lee Pan.[28]
- Lee Chae-kyung como una chamana.[29]
- Yoon Seok-hyun como Song-ga.[30]
- Cha Seo-won como Jang-eui.[31]

## Producción
El 29 de diciembre de 2022 se publicaron imágenes de la primera lectura del guion por el reparto. El 4 de enero de 2023 se publicaron los primeros carteles, y el 11 también el cartel principal.

## Banda sonora original
| Parte                                                                                                | Fecha de publicación  | Título                     | Letra                      | Música                       | Artista        | Duración | Ref.   |
| --- | --------------------- | -------------------------- | -------------------------- | ---------------------------- | -------------- | -------- | ------ |
| 1 | 24 de febrero de 2023 | 이 내 맘 («En mi corazón») | Nam Hye-seung, Janet Seo   | Nam Hye-seung, Park Sang-hee | Cheeze         | 3:51     | [ 34 ] |
| 2 | 28 de febrero de 2023 | 바람 («Viento»)            | Nam Hye-seung, Park Jin-ho | Nam Hye-seung, Park Jin-ho   | Jongho (Ateez) | 4:23     | [ 35 ] |
| 3 | 21 de marzo de 2023   | 닮아있죠 «Parecerse»       | Nam Hye-seung              | Nam Hye-seung, Park Jin-ho   | Janet Seo      | 2:57     | [ 36 ] |
| 4 | 28 de marzo de 2023   | 바래요 («Espero»)          | Nam Hye-seung, Park Jin-ho | Nam Hye-seung, Park Jin-ho   | Jaeman         | 4:29     | [ 37 ] |
| Todas las canciones de la banda sonora tienen también una versión instrumental de idéntica duración. |                       |                            |                            |                              |                |          |        |

## Audiencia
| Temporada | Temporada | Episodio número | Episodio número | Episodio número | Episodio número | Episodio número | Episodio número | Episodio número | Episodio número | Episodio número | Episodio número | Episodio número | Episodio número | Episodio número | Episodio número | Episodio número | Episodio número | Episodio número | Episodio número | Episodio número | Episodio número | Promedio |
| Temporada | Temporada | 1               | 2               | 3               | 4               | 5               | 6               | 7               | 8               | 9               | 10              | 11              | 12              | 13              | 14              | 15              | 16              | 17              | 18              | 19              | 20              | Promedio |
| --------- | --------- | --------------- | --------------- | --------------- | --------------- | --------------- | --------------- | --------------- | --------------- | --------------- | --------------- | --------------- | --------------- | --------------- | --------------- | --------------- | --------------- | --------------- | --------------- | --------------- | --------------- | -------- |
|           | 1         | 852             | 797             | 786             | 755             | 769             | 701             | 694             | 722             | 640             | 697             | 791             | 806             | 787             | 787             | 812             | 693             | 785             | 741             | 743             | 1015            | 769      |

| Episodio | Fecha de emisión      | Índices de audiencia (Nielsen Korea) | Índices de audiencia (Nielsen Korea) |
| Episodio | Fecha de emisión      | Nacional                             | Seúl                                 |
| --- | --------------------- | ------------------------------------ | ------------------------------------ |
| 1 | 6 de febrero de 2023  | 4,219 % (1.ª)                        | 5,012 % (1.ª)                        |
| 2 | 7 de febrero de 2023  | 3,572 % (1.ª)                        | 4,295 % (1.ª)                        |
| 3 | 13 de febrero de 2023 | 3,717 % (1.ª)                        | 4,454 % (1.ª)                        |
| 4 | 14 de febrero de 2023 | 3,619 % (1.ª)                        | 4,237 % (1.ª)                        |
| 5 | 20 de febrero de 2023 | 3,556 % (1.ª)                        | 4,183 % (1.ª)                        |
| 6 | 21 de febrero de 2023 | 3,374 % (2.ª)                        | 3,696 % (2.ª)                        |
| 7 | 27 de febrero de 2023 | 3,356 % (1.ª)                        | 4,021 % (1.ª)                        |
| 8 | 28 de febrero de 2023 | 3,607 % (1.ª)                        | 4,385 % (1.ª)                        |
| 9 | 6 de marzo de 2023    | 3,287 % (1.ª)                        | 3,711 % (1.ª)                        |
| 10 | 7 de marzo de 2023    | 3,413 % (1.ª)                        | 3,754 % (1.ª)                        |
| 11 | 13 de marzo de 2023   | 3,598 % (1.ª)                        | 4,007 % (1.ª)                        |
| 12 | 14 de marzo de 2023   | 3,651 % (1.ª)                        | 4,144 % (1.ª)                        |
| 13 | 20 de marzo de 2023   | 3,789 % (1.ª)                        | 4,351 % (1.ª)                        |
| 14 | 21 de marzo de 2023   | 3,825 % (1.ª)                        | 4,332 % (1.ª)                        |
| 15 | 27 de marzo de 2023   | 3,785 % (1.ª)                        | 4,201 % (1.ª)                        |
| 16 | 28 de marzo de 2023   | 3,242 % (2.ª)                        | 3,436 % (2.ª)                        |
| 17 | 3 de abril de 2023    | 3,869 % (1.ª)                        | 4,286 % (1.ª)                        |
| 18 | 4 de abril de 2023    | 3,83 % (1.ª)                         | 4,628 % (1.ª)                        |
| 19 | 10 de abril de 2023   | 3,74 % (1.ª)                         | 4,016 % (1.ª)                        |
| 20 | 11 de abril de 2023   | 4,877 % (1.ª)                        | 5,596 % (1.ª)                        |
| Promedio | Promedio              | 3,696 %                              | 4,237 %                              |
| - En la tabla superior, aparecen en azul los índices más bajos, y en rojo los más altos. - Esta serie se emitió en un canal de cable o televisión de pago, que normalmente tiene una audiencia menor en comparación con las emisoras públicas o de televisión en abierto (KBS, SBS, MBC y EBS). |                       |                                      |                                      |